# Parkjernbane
En parkjernbane eller parkbane er en smalsporet jernbane, der er lavet til transport af personer i en park eller forlystelsespark. Sporvidden varierer med enkelte undtagelser fra 381 mm (15 engelske tommer) til 610 mm (24 engelske tommer eller 2 engelske fod). Størrelsen gør at passagererne kan sidde i togene som ved rigtige jernbaner. Dette i modsætning til de mindre minitog, hvor passagererne sidder på togene.
Nogle parkjernbaner er lavet efter historiske forbilleder, mens andre mere minder om industribaner eller almindelige smalsporsjernbaner.

## Generelt
Parkjernbaner minder en del om minitog, og overgangen er da også flydende. Generelt gælder dog, at minitog er en form for modeltog men dog så store, at folk kan sidde på dem. Parkjernbaner er derimod beregnet til fornøjelsesture, og det er ikke nødvendigvis meningen, at de skal afspejle et konkret forbillede i alle detaljer. 
Som materiel benyttes udover vogne til passagererne både damplokomotiver, diesellokomotiver og ellokomotiver, idet damplokomotiverne dog kan være forklædte akkumulatordrevne lokomotiver eller lignende. En udbredt sporvidde er 381 mm (svarende til 15 engelske tommer), hvilket er meget smalt sammenlignet med gængse jernbaner, der ofte benytter normalspor, 1435 mm. En anden udbredt sporvidde er 600 mm, hvilket mere svarer til det industribaner bruger. Netop denne lighed gør da også, at nogle parkjernbaner benytter materiel fra industribaner.
De fleste parkjernbaner er permanente og er gerne anlagt, så passagerne kan få en rundtur i en park eller forlystelsespark. Af samme årsag køres der ofte i ring, ligesom der ofte kun er en station, hvor passagererne kan stige af og på. Nogle baner har dog flere stationer, så de kan også kan bruges til egentlig transport mellem forskellige punkter. Billetprisen er normalt den samme uanset kørselslængden, idet den i forlystelsesparker dog kan være inkluderet i entreprisen.
Der findes også transportable baner, der kan opsættes ved fester, så især børnene kan få en køretur. Her er dog mere almindeligt med små baner lavet som deciderede forlystelser for børn.

## Pionerjernbaner
I Østblokken anlagdes en række såkaldte pionerjernbaner, der blev drevet af ungdomsorganisationer som rigtige jernbaner, men som i øvrigt ofte blev opbygget som traditionelle parkjernbaner. Medarbejderne var primært børn og unge, og formålet var ikke mindst at forberede dem på deres senere valg af karriere. Efter Østblokkens sammenbrud omkring 1990 kaldes banerne officielt parkjernbaner i det tidligere DDR, mens man andre steder kalder dem for børnejernbaner. 